# Вольф, Вильгельм (революционер)
Вильге́льм Фри́дрих Вольф (нем. Wilhelm Friedrich Wolff, 21 июня 1809 — 9 мая 1864) — немецкий публицист, революционер, коммунист, по профессии — учитель. Близкий друг Карла Маркса и Фридриха Энгельса.

## Имя
Был известен под псевдонимом «Лупус»; В переписке часто употреблялось шутливое имя Изегрим, появление которого связано с игрой слов: Изегрим — волк, персонаж поэмы Гёте «Рейнеке-Лис»; нем. Wolf означает «волк».

## Биография
Родился в местечке Тарнау 21 июня 1809 года в семье крепостного крестьянина. В 1829—1834 гг. изучал философию в университете в Бреслау (Вроцлав). В 1834—1839 гг. сидел в прусской тюрьме за участие в демократической деятельности. В 1845 г. вышла книга Вольфа о Восстании силезских ткачей 1844 года — «Нищета и восстание в Силезии», повлёкшая за собой преследование и эмиграцию. В 1846 г. эмигрировал в Лондон, где вступил в Просветительное общество немецких рабочих. В апреле 1846 года приехал в Брюссель, где познакомился с Марксом и Энгельсом. В 1846—1847 гг. — член Брюссельского коммунистического корреспондентского комитета.

### Участие в революции 1848—1849
Участвовал в основании Союза коммунистов (1847), был (с марта 1848 г.) членом его ЦК (наряду с Карлом Марксом, Карлом Шаппером, Генрихом Бауэром, Фридрихом Энгельсом и Иосифом Моллем). На первом конгрессе Союза коммунистов, который состоялся в июне 1847 года в Лондоне, представлял брюссельские общины. Один из авторов «Требований Коммунистической Партии в Германии».
С июня 1848 — один из редакторов (наряду с Генрихом Бюргерсом, Эрнстом Дронке, Фридрихом Энгельсом, Георгом Вертом, Фердинандом Вольфом и Карлом Марксом) «Новой Рейнской газеты» в которой поместил (22 марта — 25 апреля 1849 года) 8 статей под общим названием «Силезский миллиард». Этими статьями Вильгельм Вольф напомнил силезским крестьянам о том, как при освобождении от феодальных повинностей помещики — при содействии правительства — обманули их в денежном отношении и в отношении земли, и требовал миллиард талеров возмещения.
Принимал активное участие в работе Демократического общества Кёльна. После закрытия в 1849 году «Новой Рейнской газеты» Вильгельм Вольф занял место депутата от Силезии во Франкфуртском парламенте (франкфуртское Национальное собрание) — в тот момент, когда это собрание должно было выбирать между разгоном сверху или присоединением к революции. После событий 13 июня 1849 года Вильгельм Вольф эмигрировал сначала в Швейцарию, а в июне 1851 — в Лондон. С 1854 г. жил в Манчестере, где работал учителем. Умер в изгнании в Манчестере 9 мая 1864 года.

### Последние дни
К концу жизни Вильгельм серьезно страдал подагрой. Лечащими врачами были Борхардт и Гумперт, которые не смогли поставить правильный диагноз и упустили драгоценное время. Вильгельм Вольф умер 9 мая 1864 года в 5 часов 10 минут пополудни. Вначале предполагали, что Вольф скончался от начавшегося размягчения мозга, однако при вскрытии у него обнаружилась гиперемия мозга, которая и стала причиной смерти. Погребение Вильгельма Вольфа проходило в пятницу, 13 мая 1864 года.
Из близких людей присутствовали Борхардт, Гумперт, Энгельс, Дронке, Штейнталь и Маркс, который зачитал надгробную статью.

### Завещание
В своем завещании (от декабря 1863 г.) он назначил Энгельса, Борхардта и Маркса своими душеприказчиками.
Лупус завещал:
1) 100 ф. ст. Шиллеровскому обществу в Манчестере;
2) 100 ф. ст. Энгельсу;
3) 100 ф. ст. Борхардту;
4) всю остальную сумму (около 600—700 ф. ст.), а также свои книги и остальное имущество — Марксу.

## Память
К. Маркс посвятил Вольфу, «… смелому, верному, благородному, передовому борцу пролетариата…», 1-й том «Капитала».